# Hospital Records
Hospital Records je drum and bassový nahrávací label specializující se na měkčí odnož drum and bassu jako je liquid funk. Od založení roku 1996 Tonym Colmanem a Chrisem Gossem se z něj dodnes stal jeden z největších labelů na drum and bassové scéně.
Hned roku 1996 Goss a Colman, hrající pod pseudonymem London Elektricity, vytváří jádro labelu. Na širší veřejnost pronikají roku 1999 po vydání jejich debutu Pull the Plug. První kompilace jménem Outpatients vydaná roku 2000 obsahovala tracky DJs Landslide, Marcus Intalex a Aquasky. Díky originálnímu mixu jazzu, dance, house, UK garage a breakbeatu si získali pozornost mezi drum and bassovou komunitou a přivábili do svých řad DJs jako Gilles Peterson.
Roku 2001 se k Hospital přidává velšský producent High Contrast, jenž následuje svůj debut sérií LP v roce 2002, která jsou velice pozitivně přijata a pomáhá tak labelu dostat se do popředí na scéně. V roce 2003 vydávají London Elektricity druhé album, po jehož vydání Chris Goss opouští tento projekt, ale Tony Colman se nevzdává a přibírá nové kolegy a mění projekt na živou kapelu. Tímto se ještě více překlenuje rozdíl mezi drum and bassem, breakbeatem, garage a jazzem. Během toho se k Hospital přidávají Nu:Tone, Logistics, Landslide, Cyantific a v roce 2005 Q Project, díky čemuž si upevňují svoji pozici jednoho z největších hráčů na DJ-sky orientované liquid funkové scéně.
Krom nahrávání rozjeli také vlastní noční show nazvanou Hospitality. Ta se obvykle koná v klubu Herbal v Shoreditchu, Londýně nebo, pokud se jedná o větší akci nebo při zvláštních příležitostech, v klubu Heaven v Charing Cross, ačkoliv akce pod touto značkou se konají i na jiných místech Británie jako je Brighton.
Roku 2006 vydal Hospital Records své sté album jako speciální 3xCD pack s názvem „10 Years Of Hospital“, na němž London Elektricity, High Contrast a Cyantific předělávají mnoho singlů vzniklých v Hospital Records, a 2x12 EP nabízející spolupráci High Contrast vs Logistics, Syncopix vs Nu:Tone, London Elektricity vs Logistics a Cyantific vs Q Project.

## Diskografie
Viz samostatný článek Diskografie Hospital Records

## Dceřiné labely

### Med School
V červenci 2006 oznamuje Hospital Records založení dceřiného labelu, který se bude specializovat více na experimentální styly drum and bassu. Hudebníci, kteří se k labelu připojili jsou například brazilští S.P.Y a CLS, duo z Londýna Fracture And Neptune a Icicle. Na posledním albu "My Detroid" se objevili nadějní umělci jako Craggz, Infiltrata a Martsman. Roku 2013 se k labelu připojuje britský Etherwood po vydání jeho debutového stejnojmenného alba.

### M*A*S*H
Druhý sub-label Hospital Records se nazývá M*A*S*H. Založen byl Tonym Colmanem a Chrisem Gossem pro vydávání jednoho nebo dvou tracků pro kohokoliv, kdo přinesl něco nového. Label vydává na dvanáctipalcových deskách.